# Melodifestivalen 1982

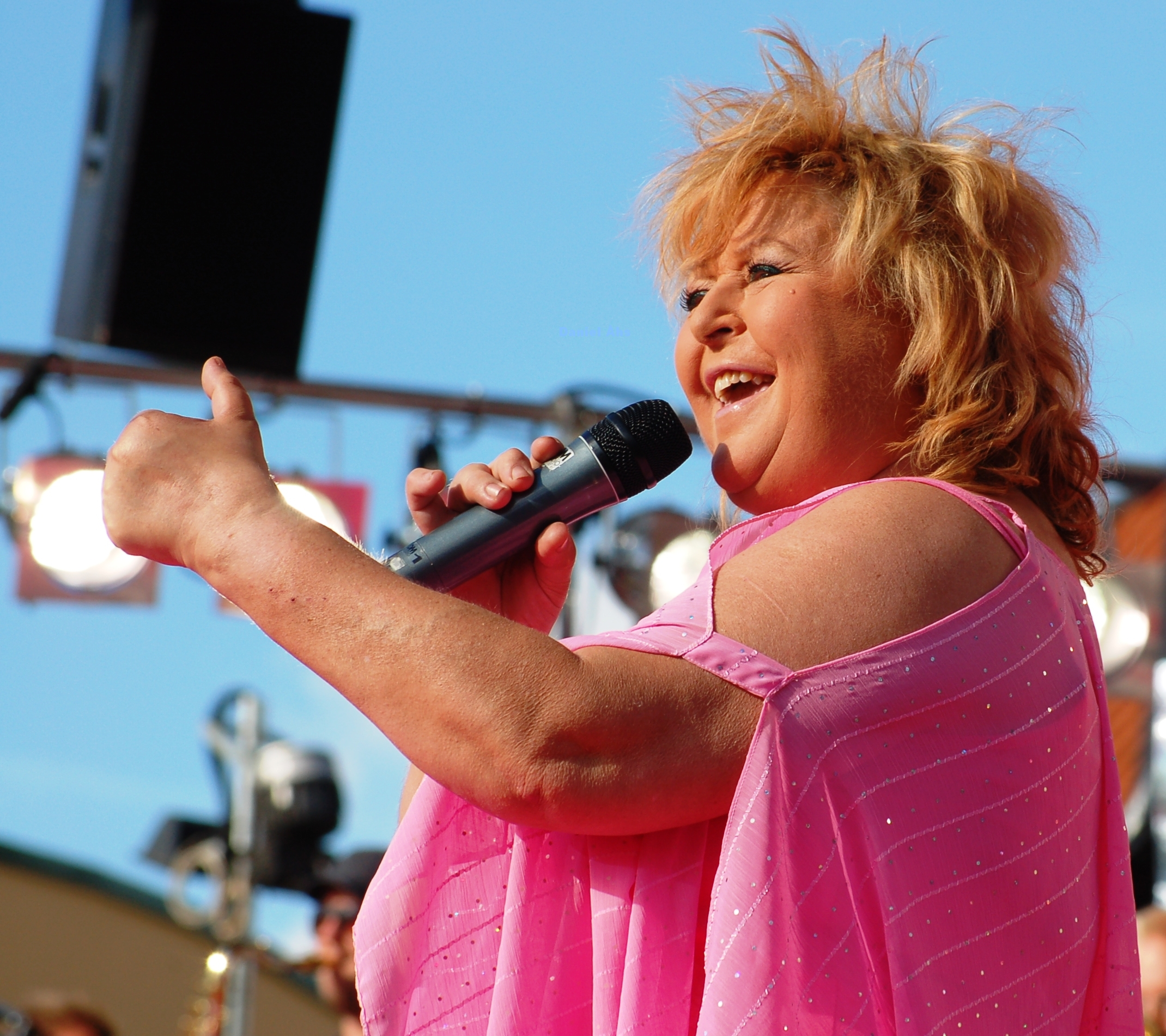
Kikki Danielsson en Gröna Lund, Sommarkrysset

El Melodifestivalen 1982 fue retransmitido el 27 de febrero desde el Lisebergshall de Gotemburgo. El presentador fue Fredrik Belfrage, y la dirección de la orquesta corrió a cargo de Anders Berglund.
Una innovación se introdujo en esta edición al desaparecer los antiguos jurados distribuidos en distritos por todo el país. Este año, se crearon 9 grupos divididos por grupos de edades que se encontraban situados en el Liseberghall. Dicho jurado seleccionaba de todos los temas cinco canciones que pasarían a una segunda fase. El resultado final coincidió al día siguiente con la opinión de los rotativos Expressen y Aftonbladet.
Por segunda vez se celebró la final del Melodifestivalen en Gotemburgo. La primera ocasión fue en 1975.
| Nr. | Artist                         | Låt                      | Text/musik                                     | Poäng | Placering |
| --- | ------------------------------ | ------------------------ | ---------------------------------------------- | ----- | --------- |
| 1   | Little Gerhard e Yvonne Olsson | Hand i hand med dig      | Little Gerhard y Börje Carlsson                | -     | 6         |
| 2   | Lena Ericsson                  | Någonting har hänt       | Staffan Ehrling y Britt Lindeborg              | 39    | 2         |
| 3   | Chattanooga                    | Hallå hela pressen       | Strix Q y Mia Kempff                           | 28    | 4         |
| 4   | Charlie Hillson                | Då kom min ängel         | Charlie Hillson                                | -     | 6         |
| 5   | Ann-Louise Hanson              | Kärleken lever           | Anders Glenmark                                | 24    | 5         |
| 6   | Annika Rydell y Lasse Westman  | Här har du din morgondag | Lasse Westman, Kjell Isaksson y Inger Isaksson | -     | 6         |
| 7   | Liza Öhman                     | Hey-hi-ho                | Martin Contra y Björn Frisén                   | 33    | 3         |
| 8   | Shanes                         | Fender 62                | Kit Sundqvist y Håkan Thanger                  | -     | 6         |
| 9   | Maria Wickman                  | Dags att börja om igen   | Hasse Olsson                                   | -     | 6         |
| 10  | Chips                          | Dag efter dag            | Lasse Holm y Monica Forsberg                   | 64    | 1         |

## Sistema de votación
| Artista            | 15-20 | 20-25 | 25-30 | 30-35 | 35-40 | 40-45 | 45-50 | 50-55 | 55-60 | Total | Posición |
| ------------------ | ----- | ----- | ----- | ----- | ----- | ----- | ----- | ----- | ----- | ----- | -------- |
| Lena Ericsson      | 2     | 8     | 4     | 1     | 6     | 4     | 6     | 4     | 4     | 39    | 2        |
| Chattanooga        | 8     | 1     | 6     | 6     | 2     | 2     | 1     | 1     | 1     | 28    | 4        |
| Ann-Louise Hansson | 1     | 2     | 1     | 2     | 1     | 6     | 4     | 6     | 2     | 25    | 5        |
| Liza Öhman         | 4     | 4     | 2     | 8     | 4     | 1     | 2     | 2     | 6     | 33    | 3        |
| Chips              | 6     | 6     | 8     | 4     | 8     | 8     | 8     | 8     | 8     | 64    | 1        |